# دونالد باتيرسون

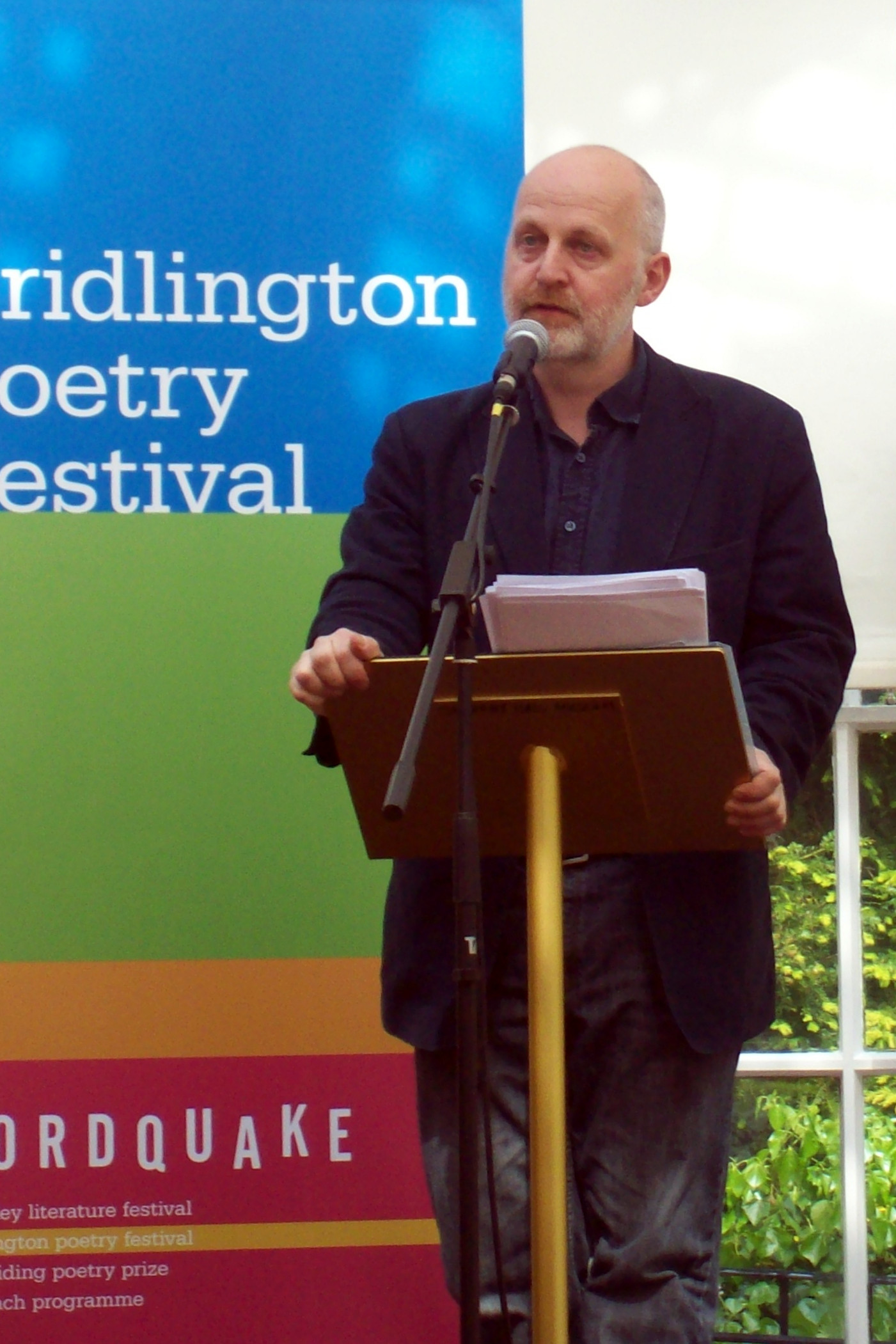

{{تطوير مقالة}}

## دون باتيرسون

### دونالد باتيرسون: حاصل على وسام الإمبراطورية البريطانية، وزمالة الجمعية الملكية في ادنبره، وزمالةالجمعية الملكية للأدب. ولد عام 1963م. وهو شاعر وكاتب وموسيقار اسكتلندي.
1. عن حياته
2. جوائز وإشادات
3. مؤلفاته
  1. الشعر
  2. المسرحيات
  3. الدراما الإذاعية
  4. الأمثال
  5. مقالات نقدية
  6. دراسات ومراجعات نقدية لأعمال دون باتيرسون
4. الحاشية
5. وصلات خارجية

#### عن حياته
ولد دون باتيرسون عام 1963.م في مدينة دندي في اسكتلندا.فاز بجائزة (إيرك غريغوري)Eric Gregory Award في عام 1990.م وفاز في مسابقة مؤسسة أرفون الدولية للشعر عن قصيدته (تعبئة خاصة) A Private Bottling في عام 1993م .أدرج دون باتيرسون في قائمة الشعراء العشرين الذين اختيروا للترقية كجيل جديد من جمعية الشعر لعام 1994م. وفي عام 2002م كرم بجائزة الإبداع الإسكتلندية من مجلس الفنون الإسكتلندي Scottish Art Council.
وكانت مجموعته الشعرية الأولى (عدم وعدم) Nil,Nil التي صدرت عام1993م قد فازت بجائزة الشعر الأمامي كأفضل مجموعة أولى. كما فازت قصيدته (هدية الله إلى النساء) God's gift to women عام 1997م بجائزتي (توماس ستيرنز إليوت) T.S Eliot Prize و(جيفري فابر التذكارية) Geoffrey Faber Memorial Prize.وقد نشرت قصيدته (العيون) The Eyes وهي نسخة معدلة من عمل الشاعر الإسباني (أنطونيو ماكادو) Antonio Machado (1875-1939) في عام 1999م. وهو أيضًا محرر لقصائد سونيتية( فصيدة مكونة من 14 بيتًا) من أعمال شيكسبيرShakespeare وسيموس هيني Heaney وقصيدة (الكلمات الأخيرة) Last words ل جو شابكوتJo Shapcott . وقد فازت مجموعته الشعرية (أضواء خافتة) Landing Light بجائزتي (توماس ستيرنز إليوت) T.S Eliot Prize و (الخبز الأبيض الشعرية) Whitebread Poetry Award لعام 2003م.
وأيضٌا فقد نشر ثلاث مجموعات من الأمثال وهي: (كتاب الظلال) The Book of Shadows 2004م و (العين الضريرة) The Blind Eye 2007 و (أفضل وأسوأ خاطرة) Best Thought,Worst Thought 2008م. ونشرت نسخته أورفيوس المعدلة عن قصيدة (ريلكي) Rilke (سوناتات إلى اليتيم) Die Sonette an Orpheus عام 2006م.
يعمل دون باتيرسون مدرسًا في المعهد الإنجليزي في جامعة القديس أندريوز University of St Andrews وهو أيضًا محرر شعري لناشري مجلة بيكادور Picador في لندن.كما يعد عازف جاز بارع، ويعمل منفردًا، كما يدير فرقة الجاز الشعبية المسماة (لاماس) Lammas مع (تيم جارلاند) Tim Garland.
وفي عام 2012م كتب باتيرسون رسالة جماهيرية في جريدة (هيرالد) The Herald ينتقد فيها مجلس اسكتلندا الإبداعية الممول للفنون في اسكتلندا.
كان دون باتيرسون أستاذًا زائرًا من مجموعة (ويدنفيلد) Weidenfeld لمادة الأدب المقارن الأوربي في كلية القديسة آن في جامعة أوكسفورد St Anne's College, Oxford.

##### جوائز وإشادات
عين دونالد باتيرسون ضابط وسام الإمبراطورية البريطانية Officer of the Order of the British Empire في تكريمات عيد الميلاد عام 2008م، ومنح ميدالية الملكة الذهبية للشعر Queen's Gold Medal for Poetry في مراسم بداية العام الجديد في 2010م وتم اختياره زميلًا في الجمعية الملكية في ادنبره Royal Society of Edinburghعام 2015م.

###### مؤلفاته
الشعر
مجموعات
- عدم وعدم . دار فابر . لندن .1993
- هدية الله إلى النساء .دار فابر . لندن.1997
- العيون عن ماكادو Machado . دار فابر. 1999 ISBN 9780571200559
- كذبة بيضاء . دار جراي ولف بريس 2001 ISBN 9781555973537
- ضوء خافت . 2003
- اورفيوس عن ريلكي Rilke 2006
- مطر . دار فرار، ستاروس وجيرو .
- قصائد مختارة . دار فابر.2012
- أربعون سونيتة . دار فابر 2015 ISBN 978-0571310890
- نطاقي . دار فابر2020

مختارات أدبية
- 101 سونيتة 1999
- كلمات أخيرة 1999 مع جو شابكوت Jo Shapcott
- روبارت بيرنز Robert Burns ، قصائد مختارة بقلم دون باتيرسون 2001
- شعر بريطاني حديث مع تشالز سيميك Charles Simic ، وجراي ورف بريس Grayworf Press 2004

قائمة الأشعار
| العنوان | السنة | الإصدار الأول                 | إعادة الطباعة/التجميع |
| ------- | ----- | ----------------------------- | --------------------- |
| موجة    | 2014  | باتيرسون، دون ( 3/آذار/2014 ) |                       |

المسرحيات
- أرض الكيك مع جوردن مك فيرسون Goden McPherson 2001
- أبردين الجسم 2001

الدراما الإذاعية
- أغنية الحديقة 1999
- رنين النقود المعدنية 1999 مع جو شابكوت Jo Shapcott
- موجز الأبردين 2000
- المتأخرون 2001

الأمثال
- كتاب الظلال . دار بيكادور 2004 ISBN 9780330431842
- العين الضريرة 2007
- أفضل أسوأ خاطرة 2008

مقالات نقدية
- قراءة في سونيتات شيكسبير : ملاحظات جديدة . دار فابر
- سميث: دليل القارئ لأشعار مايكل دوناغي 2014
- القصيدة . دار فابر 2010

دراسات ومراجعات نقدية لأعمال دون باتيرسون
- شياسون دان Chiasson, Dan (19/نيسان/2010) أشكال الإهتمام في قصيدة مطر Rain ل دون باتيرسون.
- بولارد، ناتالي، إدوارد 2014 مقالات نقدية معاصرة. ادنبره. الولايات المتحدة.

## روابط خارجية
- دونالد باتيرسون على موقع ميوزك برينز (الإنجليزية)
- دونالد باتيرسون على موقع ديسكوغز (الإنجليزية)

1. ↑  www.poetryfoundation.org | Don Paterson (بالإنجليزية), QID:Q110765386
2. ↑  أرشيف الشعر | Don Paterson، QID:Q17017926
3. ↑  شعراء.أورج، QID:Q24635963